# Črna kuhinja
Črna kuhinja je prostor v kateri dim ni speljan skozi dimnik. Kuhinja je specializiran prostor v hiši, v katerem kuhajo in drugače pripravljajo jedi. V črni kuhinji sta odprto ognjišče in ustje ogrevalne peči, ta stoji v sosednjem brezdimnem, največkrat glavnem bivalnem prostoru. Dim se dviga (prestrezan z lovilcem isker nad kuriščem ali če je kuhinja obokana - skozi odprtino v oboku) na podstrešje, redkeje v dimnik. 
Črna kuhinja je nastala v visoko-srednjeveški meščanski hiši. Na slovenskem je v nadstropju marsikatere starejše meščanske hiše ohranjen tloris, ki kaže na črno kuhinjo in sosednjo čisto sobo, v kateri je stala ogrevalna peč, kurjena iz kuhinje. Prav tako kažejo na črno kuhinjo banjasti oboki ali njihovi sledovi v prostorih, v katerih so bile takšne kuhinje. V mestih so črne kuhinje povečini odpravili sredi 19. stoletja s prezidavami v štedilniške kuhinje. Tako so predelali tudi kaminske kuhinje, ki so jih vsaj v novem veku imeli tudi v meščanskih hišah. V kmečkih hišah so črne kuhinje najprej izpričane v 2. polovici 15. stoletja. Nato so se postopoma in neenakomerno uveljavljale največ v osrednjeslovenski pokrajini in na območju Primorske. V marsikateri kmečki hiši so kuhali v črni kuhinji še v desetletju po 2. svetovni vojni.